# Магура (Хунедоара)
Магура (рум. Măgura) насеље је у Румунији у округу Хунедоара у општини Мартинешти. Oпштина се налази на надморској висини од 488 m.

## Становништво
Према подацима из 2002. године у насељу је живело 31 становника, од којих су сви румунске националности.